# Lauren Wolkstein
 (juin 2014).
 (octobre 2022).
Lauren Wolkstein est une réalisatrice américaine récompensée à plusieurs reprises. Elle est née et a grandi à Baltimore (Maryland, États-Unis).
Elle est diplômée de l’Université Duke, où elle a aussi gagné le prix de réalisation de Duke.  En 2010, elle a obtenu son diplôme de Master en réalisation à  l’Université Columbia.
En 2013 elle fait partie de la liste des « 25 nouveaux visages  du cinéma indépendant américain », publié chaque année par le  magazine référence en matière de films indépendants Filmmaker Magazine,,. Il s’agit d’une sélection annuelle des talents qui vont influencer le monde du cinéma indépendant dans les années à venir. En 2013, son film Deux Inconnus (The Strange Ones) a été nommé pour Les Lutins du court métrage parmi 17 meilleures fictions françaises de l'année.

## Carrière
En 2011, Lauren Wolkstein a été sélectionnée comme une de 25 meilleurs réalisateurs émergents  par  « The Film Society of Lincoln Center »,.
Cigarette Candy, son film de fin d’études de l’Université Columbia, a gagné plusieurs prix y compris :
- Le prix d’Adrienne Shelly  pour la meilleure réalisatrice[9]
- Prix de Plum Pictures pour le réalisateur le plus prometteur[10]
- Meilleur court-métrage de fiction au festival South by Southwest (SXSW)[11]
- Prix du meilleur court-métrage de fiction étudiant de moins de 15 min et  Mention spéciale pour  réalisateur étudiant le plus prometteur au « Palm Springs International Festival of Short Films »[12]
- etc.

Cigarette Candy a également été diffusé sur France 2.
Le court-métrage suivant de Lauren, Deux Inconnus (The Strange Ones), coréalisé avec Christopher Radcliff, et produit par la société de production française gérée par Sébastien Aubert, Adastra films,  a été projeté en avant-première en 2011 au Festival du film de Sundance, présidé par Robert Redford.
Depuis, le film a été sélectionné dans plus de cent festivals internationaux de cinéma, comme :
- Festival international du court métrage de Clermont-Ferrand[17]
- South by Southwest[18]
- Melbourne International Film Festival[19]
- Festival international du film de Chicago[20]
- Festival international du film de San Francisco[21]

Le film a gagné des nombreux prix dans des festivals internationaux importants, y compris :
- Prix du meilleur court-métrage et « Prix Golden Starfish » au Festival international du film des Hamptons[22]
- Prix du meilleur court-métrage de fiction au Festival d’Atlanta (Festival Oscar list)[23],[24]
- Prix spécial du Jury à Filmets - Festival de Film de Baladona[25]
- Prix Révélation au Festival européen du film court de Brest[26]

Deux Inconnus a été diffusé sur France 2 ainsi que sur d’autres chaînes de télévision étrangères  comme TSR (Suisse), Shorts TV (Monde), SVT (Suède), RTI (Italie), Pacific Voice (Japon).
Le dernier film de Lauren Wolkstien, Social Butterfly, produit par Adastra films,  et tourné sur la Côte d'Azur  en 2012 a été projeté en avant-première au 2013 au Festival du film de Sundance,,,.
Social Butterfly a reçu le prix du meilleur court-métrage de fiction au Festival du Film d’Oak Cliff et a été sélectionné dans plus de 30 festivals internationaux dont South by Southwest (SXSW), « Palm Springs International Festival of Short Films »,  Festival d’Atlanta,  « Curtas Vila do Conde », 
Festival international du film de Boston,  Festival du Film de Maryland.

## Films en développement
En 2013, Lauren développe un long-métrage, basé sur son court-métrage Cigarette Candy.
Le projet a participé au très sélectif Marché de coproduction No Borders organisé par l’Independent Feature Project (IFP)  Elle développe également la version longue de son court-métrage Deux Inconnus (The Strange Ones) avec Christopher Radcliff. Le projet a été sélectionné pour le forum «Independent Film Week Project » également organisé par l’Independent Feature Project dans la catégorie des scénaristes émergents,.
À côté de son travail pour le cinéma, Lauren a également réalisé des publicités pour Gucci  et a travaillé comme monteuse sur les publicités des marques comme Juicy Couture, Dickies
, et Coca-Cola Light.

## Filmographie

### Réalisatrice

#### Courts métrages
- 2009 : Cigarette Candy [48]
- 2011 : Deux Inconnus[49]
- 2013 : Social Butterfly[50]

#### Longs métrages
- 2017 : The Strange Ones

#### Séries TV
- 2025 : The Bondsman